# Comuna Corbii Mari, Dâmbovița
Corbii Mari este o comună în județul Dâmbovița, Muntenia, România, formată din satele Bărăceni, Corbii Mari (reședința), Grozăvești, Moara din Groapă, Petrești, Podu Corbencii, Satu Nou, Ungureni și Vadu Stanchii. Comuna se află în sudul județului, între râurile Argeș și Neajlov și este traversată de autostrada București–Pitești.
La sfârșitul secolului al XIX-lea, comuna Corbii Mari făcea parte din plasa Neajlovul a județului Vlașca, era formată din satele Corbii Mari și Podu Corbeanca, cu o populație totală de 958 de locuitori. În comună funcționa o biserică zidită în 1859 și o școală mixtă cu cinci clase, frecventată în 1888 de 64 de elevi (dintre care 26 fete). La acea vreme, pe teritoriul actual al comunei erau organizate în aceeași plasă și comuna Patruzeci de Cruci, formată din cătunele Patruzeci de Cruci (astăzi, Petrești) și Moara din Groapă, cu o populație de 518 locuitori. Aici funcționau 2 biserici, o școală cu 67 de elevi, o moară și o piuă pe Neajlov. Satul Grozăvești făcea pe atunci parte din comuna Fundu Părului, iar satul Valea Stanchii — din comuna Corbi-Ciungi.
În 1925, comuna Corbii Mari, în aceeași compoziție, avea 1600 de locuitori și devenise reședința plășii Neajlov. Comuna Fundu Părului avea în compunere satele Fundu Părului, Ungureni și Principele Carol. Comuna Patruzeci de Cruci a căpătat definitiv denumire de Petrești, deși satul ei de reședință a rămas cu același nume; alături de el, se aflau în comună și satele Bărăceni, Moara din Groapă, Grozăvești și Obislav, cu 2217 locuitori.
În 1950, comunele au fost incluse în raionul Titu al regiunii București. Între timp, satul Ungureni din comuna Fundu Părului a crescut și a devenit el reședința comunei, denumită după el. După reforma organizării administrativ-teritoriale din 1968, comunele au fost transferate la județul Dâmbovița, iar comunele Ungureni și Petrești au fost desființate și incluse în comuna Corbii Mari.

## Demografie
Componența etnică a comunei Corbii Mari
     Români (91,03%)
     Alte etnii (0,35%)
     Necunoscută (8,62%)
Componența confesională a comunei Corbii Mari
     Ortodocși (89,62%)
     Alte religii (1,57%)
     Necunoscută (8,81%)
Conform recensământului efectuat în 2021, populația comunei Corbii Mari se ridică la 8.298 de locuitori, în scădere față de recensământul anterior din 2011, când fuseseră înregistrați 8.316 locuitori. Majoritatea locuitorilor sunt români (91,03%), iar pentru 8,62% nu se cunoaște apartenența etnică. Din punct de vedere confesional, majoritatea locuitorilor sunt ortodocși (89,62%), iar pentru 8,81% nu se cunoaște apartenența confesională.

## Politică și administrație
Comuna Corbii Mari este administrată de un primar și un consiliu local compus din 15 consilieri. Primarul, Ionuț Bănică[*], de la Partidul Social Democrat, este în funcție din 2016. Începând cu alegerile locale din 2024, consiliul local are următoarea componență pe partide politice:
|  | Partid                          | Consilieri | Componența Consiliului | Componența Consiliului | Componența Consiliului | Componența Consiliului | Componența Consiliului | Componența Consiliului | Componența Consiliului | Componența Consiliului | Componența Consiliului | Componența Consiliului | Componența Consiliului | Componența Consiliului | Componența Consiliului |
|  | ------------------------------- | ---------- | ---------------------- | ---------------------- | ---------------------- | ---------------------- | ---------------------- | ---------------------- | ---------------------- | ---------------------- | ---------------------- | ---------------------- | ---------------------- | ---------------------- | ---------------------- |
|  | Partidul Social Democrat        | 13         |                        |                        |                        |                        |                        |                        |                        |                        |                        |                        |                        |                        |                        |
|  | Partidul Național Liberal       | 1          |                        |                        |                        |                        |                        |                        |                        |                        |                        |                        |                        |                        |                        |
|  | Alianța pentru Unirea Românilor | 1          |                        |                        |                        |                        |                        |                        |                        |                        |                        |                        |                        |                        |                        |